# Stadion XX-lecia PRL w Gliwicach
Stadion XX-lecia PRL – stadion wielofunkcyjny  w Gliwicach, w Polsce, działający w latach 1936–2013. Mógł pomieścić 36 tys. widzów. W latach 2013–2018 w jego miejscu wybudowano halę widowiskowo-sportową Arena Gliwice.

## Historia
W 1925 roku zlecono opracowanie projektu nowego, reprezentacyjnego stadionu w Gliwicach. W pierwotnych założeniach obiekt miał być wyposażony w bieżnię lekkoatletyczną i otaczający ją 500-metrowy, cementowy tor wyścigowy z podniesionymi zakrętami. Trybuny areny miały pomieścić 15 tys. widzów, a zadaszenie oprócz trybun miało pokrywać również tor wyścigowy. Ponieważ miasto prowadziło w tym czasie szereg inwestycji, w tym rozbudowę dworca kolejowego oraz lotniska, przeprowadzenie prac odwlekało się w czasie i początkowo ograniczono się jedynie do wyrównania terenu i wykonania nasypu pod miejsca na trybunach. W 1929 roku doszło do tąpnięcia na skutek prac górniczych prowadzonych przez Kopalnię Sośnica, w wyniku czego obniżył się teren we wschodniej części stadionu, następnie przyszedł z kolei wielki kryzys, co spowolniło prace na kolejnych kilka lat. Wreszcie w 1935 roku budowa ruszyła z pełną mocą, a otwarcia obiektu dokonano 2 września 1936 roku. Względem pierwotnej koncepcji nie zrealizowano budowy toru wyścigowego oraz zadaszenia trybun.
Po II wojnie światowej zmieniła się przynależność państwowa Gliwic. Za czasów PRL-u, w latach 1962–1965, wysiłkiem mieszkańców oraz pracowników gliwickich zakładów pracy rozbudowano obiekt do pojemności 36 000 widzów. Zmodernizowaną arenę nazwano stadionem XX-lecia PRL. Na obiekcie odbywały się liczne imprezy sportowe i kulturalne, grywał na nim Piast Gliwice i rozegrano finisz etapu Wyścigu Pokoju. Z czasem obiekt jednak zaczął niszczeć. W 1994 roku przejęła go Politechnika Śląska, która przeprowadziła remont bieżni lekkoatletycznej, jednak powódź w 1997 roku ją zniszczyła. W 2006 roku władze Gliwic zapowiedziały, że w miejscu kompletnie już wówczas opuszczonego i zdewastowanego stadionu powstanie nowoczesna hala widowiskowo-sportowa. Miasto chciało pozyskać środki na budowę z funduszy Unii Europejskiej, jednak Komisja Europejska uznała projekt za nierentowny i nie przyznała dofinansowania. Władze miejskie mimo wszystko zdecydowały się na budowę z własnych środków. W 2013 roku rozebrano stadion XX-lecia i rozpoczęto w jego miejscu budowę nowej hali. Pierwotnie jej otwarcie planowano na rok 2015, ale prace z różnych przyczyn się opóźniły i obiekt został ostatecznie otwarty w 2018 roku.